# Pseudexechia pectinacea
Pseudexechia pectinacea är en tvåvingeart som först beskrevs av Ostroverkhova 1979.  Pseudexechia pectinacea ingår i släktet Pseudexechia, och familjen svampmyggor. Arten är reproducerande i Sverige.